# 交戦権
交戦権（こうせんけん、Belligerent Rights、Belligerent Right、right of belligerency of the state）という言葉は、国際法及び日本国憲法で使われている概念である。
交戦権という言葉には、厳密な定義は存在しない。前述のとおり日本国憲法をはじめとして用例はあり、「戦争を行う権利」あるいは「交戦国・交戦団体に対して認められる権利」（もしくは交戦法規）という意味ではないかと推測されている。
なお、衆議院憲法調査会事務局が衆議院憲法調査会安全保障及び国際協力等に関する調査小委員会の依頼によりまとめた資料には
- 「戦いを交える権利」とする説
- 「交戦国としての権利」とする説
- 「およそ戦争をする権利」とする説

に区分している。

## 国際法上の権利
戦争が原則として違法化されている今日、戦争に関する国際法（戦時国際法）においては、従事する国家の政府は、一定の権利義務が定められている。具体的には
- 敵戦力の破壊および殺害
- 中立国の船舶に対しての国防上の要請から、もしくは戦時禁制品の取り締まり等のための海上封鎖、臨検や拿捕
- 捕虜の抑留
- 占領地では軍政を敷いて、敵国民やその財産についての一定の強制措置

などである。
これらの権利のうち最も重要なのは敵国の艦隊や港の封鎖を政府が宣言する権利である。叛乱者や革命家は交戦団体となるまでこの権利を保有しない。これら非政府・反政府勢力による紛争をめぐる情勢が叛乱から内乱に移ったことが明らかとなった場合のみ交戦権が認められる。しかし、交戦権を付与する明確な規則については今日、存在していない。 

## 戦争の主体となりうる集団
交戦権を「戦争の主体となる立場」と規定する場合、交戦権を持つのは、国および交戦団体となる。戦争は、一般に国と国との間で行われるものであるため、戦争の主体となりうる集団として、まず国を挙げることができる。ほかに、政府の転覆を目指す集団が転覆対象国家に対して戦争を起こす場合、あるいは国の一部の分離独立を目指す集団が旧帰属国家に対して戦争を起こし、その集団が「交戦団体」と認められた場合には、国に準じて交戦権を付与されるとされる（→国家の承認）。
ただし現在の国際法上の慣行では、戦争を「戦時国際法が適用される状態」と定義するため、戦争の当事者の資格についてはあまり考慮されない。国家や交戦団体による戦争のほか、同一国内での内戦・占領軍に対して行われる抗議的軍事行動（レジスタンス運動）などにも戦時国際法が適用されると解されている。そのような点からも、交戦権を「戦争の主体となる立場」と規定することには、あまり意味がなくなりつつある。

## 日本国憲法における交戦権について

### 日本国憲法以前
日本国憲法以前においては、信夫淳平が『戦時国際法講義』（1941年）などで「他國に對し自由に開戦するの権利」などとしたものがある。ここではこの交戦権は条約などの国際法規の制限を受けるとしている。

### 日本国憲法
日本国憲法では、第9条第2項後段において「国の交戦権は、これを認めない」という文脈で国のありようについて規定するために使われている。

日本国憲法 - 第2章 戦争の放棄 - 第9条
日本国民は、正義と秩序を基調とする国際平和を誠実に希求し、国権の発動たる戦争と、武力による威嚇又は武力の行使は、国際紛争を解決する手段としては、永久にこれを放棄する。
2.前項の目的を達するため、陸海空軍その他の戦力は、これを保持しない。国の交戦権は、これを認めない。
この文脈では「交戦権」という権利の存在が自明のものと受け止められており、この文脈では「戦争を行う権利」とされている（その上で、日本国憲法はこの権利を認めないと宣言していると考えられている）。日本国憲法の原文として英語原文では、以下のとおり。

Article 9.
War as a sovereign right of nation is abolished. The threat or use of force is forever renounced as a means for settling disputes with any other nation.
No army, navy, air force, or other war potential will ever be authorized and no rights of belligerency will ever be conferred upon the States.
「交戦権」と翻訳された部分は、原文では “The right of belligerency” である。
しかしながら実は、このような意味での「交戦権」という言葉・概念は国際法上ではほとんど用いられておらず、またその定義・内容についても明らかではない。また、諸外国では「国が戦争を行う権利」という概念が、そもそもほとんど存在していない。日本国憲法における「交戦権」という言葉の意味や、その否定は、国際的には共通概念となってはいないといわざるを得ない。
「交戦権」を「交戦法規」と受け止める立場もある。この場合、日本は交戦権を認めないと宣言していることから、自衛隊は交戦規約が不明瞭であるということになる。アメリカ軍、イギリス軍などの外国軍隊では、国や軍隊が戦争をすることがあるというのは当然の前提とされているので、交戦規定（ROE）が細かく規定されるのが原則だが、日本では「日本は戦争をしない」とされているため、この意味での交戦法規は定められていない。ただし、「交戦権＝交戦法規」と受け止める立場については、日本国憲法の上の「交戦権」の理解としては、文脈上無理があると批判されている。

#### 政府見解
なお、2018年の質問主意書に対する回答としては、内閣は最初にあげられた二つの立場のうちの解釈という方法はとっていない。一方で防衛省・自衛隊は、「交戦権とは、戦いを交える権利という意味ではなく、交戦国が国際法上有する種々の権利の総称であって、相手国兵力の殺傷と破壊、相手国の領土の占領などの権能を含むものです。」としている。

### 交戦権と自衛権
防衛省では、交戦権について自衛権とは別個の概念であるとして区別している。防衛白書では、交戦権を「戦いを交える権利という意味ではなく、交戦国が国際法上有する種々の権利の総称」であり、「相手国兵力の殺傷と破壊、相手国の領土の占領などの権能を含むもの」であるとしている。
さらに自衛権の行使については、「わが国を防衛するための必要最小限度の実力を行使することは当然のこととして認められる」としており、日本が自衛権を行使して相手国兵力の殺傷と破壊を行う場合、外見上は同じ殺傷と破壊であったとしても、それは交戦権の行使とは別の観念のものであるとしている。ただし、相手国の領土の占領など、自衛において必要最小限度を超えるものは認められないとしている。

### 交戦権と帝国憲法
一方、交戦権とは、宣戦布告から、戦争終結までのあらゆる権利をまとめたものであるとする説もある。
日本国憲法には、交戦権がないため、講和条約を締結できない。
そのため、日本国憲法以降に締結された講和条約等は、帝国憲法の講和大権によって締結されているとするものである。

交戦権とは、宣戦大権、講和大権及び統帥大権が統合された権利であり、戦争状態の終結を約した桑港（サンフランシスコ講和）条約、日華平和条約、日ソ共同宣言、日中共同声明という各講和条約の締結と日華平和条約の破棄は、いづれも帝国憲法第十三条に基づくものであって、交戦権が認められない占領憲法に基づくものではないこと、そして、これによって帝国憲法は各講和条約締結時点においても実効性を有しており、今もなお現存している反面、占領憲法には今もなおその実効性がないことを新無効論が明らかにしたこと。